# Larry Wos
Larry Wos es un científico y matemático de la división de informático en el Laboratorio Nacional Argonne; ingresó a dicho laboratorio en febrero de 1957. Escribió más de 70 artículos sobre la automatización del razonamiento, ha dado cientos de conferencias sobre dicho tema, y por ello se ha renombrado el campo de confirmación (prueba) en un teorema básico de automatización "Teorema del razonamiento automatizado".
Ha escrito seis libros, los más recientemente Un País Fascinante, El Mundo de Calcular y Guía al Razonamiento Automatizado, (Mundo Científico, 199A.C-2000) y Obras completas dey Larry Wos, 2 vols., (Mundo Científico, 2001).

## Teoría del Razonamiento Automatizado
La introducción de Wos de la noción de estrategia en el razonamiento automatizado transformó el campo en el potencial de la realización (la comprensión). Un creyente fuerte en la experimentación, Wos ha usado programas de razonamiento automatizados para contestar asuntos por resolver campos diversos como los que encontramos en la álgebra Booleana, semigrupos finitos, combinaciones de la lógica, y el cálculo equivalencial.

## Reconocimientos internacionales
Como un tributo a su trabajo, en 1983 ganó el premio de la Sociedad Americana de Matemática por su famoso teorema de la automatización. También recibió el Premio de Herbrand por sus contribuciones excepcionales al campo de la deducción automatizada en año 1992.
- Datos: Q6491315